# (33057) 1997 US17
1997 US17 (asteroide 33057) é um asteroide da cintura principal. Possui uma excentricidade de 0.05868390 e uma inclinação de 5.18894º.
Este asteroide foi descoberto no dia 25 de outubro de 1997 por Spacewatch em Kitt Peak.